# Lew Mej

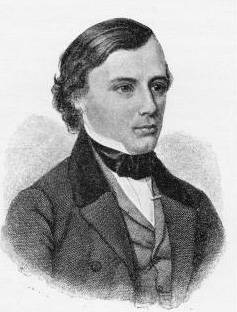
Lew Mej

Lew Aleksandrowicz Mej (ros. Лев Алекса́ндрович Мей; ur. 25 lutego 1822 w Moskwie, zm. 28 maja 1862 w Petersburgu) – rosyjski pisarz, poeta i dramaturg. 
Lew Mej pisał romanse, dramaty historyczne głównie na motywach folklorystycznych i osadzone w czasach cara Iwana Gróźnego: Carskaja niewiesta (1849), Pskowitanka (1860). Tłumaczył poezje m.in. J.W. Goethego, H. Heinego i Adama Mickiewicza, pisał też swoje wiersze. Do jego utworów komponowali muzykę Piotr Czajkowski, Modest Musorgski, Aleksandr Borodin.
Pochowany na cmentarzu Mitrofanijewskim w Petersburgu.